# Campionato Alagoano 2025
Il Campionato Alagoano 2025 è stata la 95ª edizione della massima serie del campionato alagoano. La stagione è iniziata l'11 gennaio 2025 e si è conclusa il 15 marzo successivo.

## Stagione

### Novità
Al termine della stagione 2024, è retrocesso in Segunda Divisão il Cruzeiro-AL. È salito dalla Segunda Divisão l'Igaci.

### Formato
Il torneo si svolge in due fasi: la prima è composta da un girone unico. Le prime quattro classificate di tale girone, accedono alla seconda fase che decreterà la vincitrice del campionato. L'ultima classificata retrocede in Segunda Divisão.
La formazione vincitrice e la finalista perdente, potranno partecipare alla Série D 2025, alla Coppa del Brasile 2025 e alla Copa do Nordeste 2025; la terza classificata si contende un posto in Coppa del Brasile con la vincente della Copa Alagoas in uno spareggio in doppia gara.

### Avvenimenti
Il 31 dicembre 2024, la federcalcio alagoana annuncia il ritiro dell'Igaci dal torneo. Tutti i match in programma della formazione neopromossa sono stati assegnati a tavolino alle avversarie, col punteggio di 3-0.

## Risultati

### Prima fase
|  | Pos. | Squadra   | Pt | G | V | N | P | GF | GS | DR  |
|  | ---- | --------- | -- | - | - | - | - | -- | -- | --- |
|  | 1.   | Penedense | 15 | 7 | 4 | 3 | 0 | 11 | 4  | +7  |
|  | 2.   | CSA       | 14 | 7 | 4 | 2 | 1 | 12 | 5  | +7  |
|  | 3.   | ASA       | 13 | 7 | 3 | 4 | 0 | 11 | 1  | +10 |
|  | 4.   | CRB       | 12 | 7 | 3 | 3 | 1 | 17 | 6  | +11 |
|  | 5.   | Coruripe  | 8  | 7 | 1 | 5 | 1 | 6  | 8  | -2  |
|  | 6.   | Murici    | 6  | 7 | 1 | 3 | 3 | 5  | 8  | -3  |
|  | 7.   | CSE       | 5  | 7 | 1 | 2 | 4 | 5  | 14 | -9  |
|  | 8.   | Igaci     | 0  | 7 | 0 | 0 | 7 | 0  | 21 | -21 |

Legenda:
      Ammessa alla seconda fase.
      Retrocesse in Segunda Divisão 2026
Note:
Tre punti a vittoria, uno a pareggio, zero a sconfitta.

### Seconda fase
|  | Semifinali | Semifinali | Semifinali | Semifinali | Semifinali |  |  | Finale | Finale | Finale | Finale | Finale |  |
|  |            |            |            |            |            |  |  |        |        |        |        |        |  |
|  | 3          | ASA (dtr)  | 1          | 0          | 1 (3)      |  |  |        |        |        |        |        |  |
|  | 2          | CSA        | 0          | 1          | 1 (2)      |  |  | ASA    | ASA    | 2      | 1      | 3      |  |
|  | 4          | CRB        | 2          | 3          | 5          |  |  | CRB    | CRB    | 2      | 2      | 4      |  |
|  | 1          | Penedense  | 0          | 1          | 1          |  |  |        |        |        |        |        |  |

### Spareggio Coppa del Brasile
Allo spareggio Coppa del Brasile viene ammessa la terza classificata nella classifica generale e la vincente della Copa Alagoas 2025.
|     | Risultati |     | Luogo e data                       |
| --- | --------- | --- | ---------------------------------- |
| CSA | 0 - 0     | CSE | Maceió, 2 aprile 2025              |
| CSE | 0 - 1     | CSA | Palmeira dos Índios, 6 aprile 2025 |
|     |           |     |                                    |

## Classifica generale
|  | Pos. | Squadra   | Pt | G  | V | N | P | GF | GS | DR  |
|  | ---- | --------- | -- | -- | - | - | - | -- | -- | --- |
|  | 1.   | CRB       | 25 | 12 | 7 | 4 | 1 | 26 | 9  | +17 |
|  | 2.   | ASA       | 17 | 12 | 4 | 5 | 2 | 14 | 6  | +8  |
|  | 3.   | CSA       | 17 | 9  | 5 | 2 | 2 | 13 | 6  | +7  |
|  | 4.   | Penedense | 15 | 9  | 4 | 3 | 2 | 12 | 9  | +3  |
|  | 5.   | Coruripe  | 8  | 7  | 1 | 5 | 1 | 6  | 8  | -2  |
|  | 6.   | Murici    | 6  | 7  | 1 | 3 | 3 | 5  | 8  | -3  |
|  | 7.   | CSE       | 5  | 7  | 1 | 2 | 4 | 5  | 14 | -9  |
|  | 8.   | Igaci     | 0  | 7  | 0 | 0 | 7 | 0  | 21 | -21 |

Legenda:

      Vincitore del Campionato Alagoano 2025 e qualificato per la Coppa del Brasile 2026, il Campeonato Brasileiro Série D 2026 e la Copa do Nordeste 2026.
      Qualificato per il Campeonato Brasileiro Série D 2026, la Coppa del Brasile 2026 e la Copa do Nordeste 2026.
      Qualificato per la Coppa del Brasile 2026.
      Retrocesse in Segunda Divisão 2026